# أولاد عبد الحليم (أولاد عيسى افري)
أولاد عبد الحليم هو دُوَّار يقع بجماعة سيدي علي الكراتي، إقليم الصويرة، جهة مراكش آسفي في المملكة المغربية. ينتمي الدوّار لمشيخة أولاد عيسى افري التي تضم 7 دواوير. يقدر عدد سكانه بـ 575 نسمة حسب الإحصاء الرسمي للسكان والسكنى لسنة 2004.

## روابط خارجية
- البوابة الوطنية للجماعات الترابية
- المندوبية السامية للتخطيط